# Länsväg 124
Länsväg 124 går sträckan Ljungby - Liatorp. Vägen utgör en väst-östlig förbindelseled mellan riksväg 23 norr om Älmhult och E4 vid Ljungby.
Sträckan ligger i Kronobergs län.

## Historia
När vägnummer infördes på 1940-talet fick denna väg inget nummer, utan först 1985 infördes ett nummer, 124, för Ljungby-Liatorp. Väg 124 följer den väg som fanns längs sträckan på 1950-talet. Vägen har dock förbättrats sedan dess, och har numera (2010) mestadels 90-gräns.